# Ilmar Raag
Ilmar Raag   (Kuressaare, 21 de maig de 1968) és un executiu de mitjans de comunicació, actor, guionista i director de cinema estonià, més conegut per la seva pel·lícula de crítica social Klass. Va ser director general de la televisió d'Estònia del 2002 al 2005. És un columnista molt conegut en molts diaris estonians de prestigi (Postimees, Eesti Päevaleht). Ha escrit molts guions i ha dirigit pel·lícules aclamades per la crítica, sobretot August 1991 i Klass.

## Biografia
Raag va néixer a Kuressaare el 21 de maig de 1968. Va fer la seva educació secundària a l'escola secundària Núm. 2 de Kingissepa Aleksander Mui. Es va graduar a la Universitat de Tartu el 1997 i va rebre el seu màster en guió a la Universitat d'Ohio a l'Escola de Telecomunicacions (1999). Va fer pràctiques als departaments de desenvolupament de Hollywood (New Regency, Phoenix Pictures). La seva carrera posterior el va portar a la direcció de la televisió. Després de ser el Cap d'Adquisicions de la Televisió Nacional d'Estònia, va ser ascendit a president del Consell d'Administració de la mateixa companyia de televisió. El 2002, va posar en escena una obra en un dels teatres d'Estònia (Ugala). Al mateix temps, va començar a consultar i doctorar guions de llargmetratges estonians. El 2004, va escriure dos guions de llargmetratges de televisió. Va dirigir un d'ells: l'agost de 1991 com a pel·lícula feta per a televisió per a la televisió estoniana i l'altre, One More Croissant va obtenir el tercer premi al Concurs Internacional de Guió Hartley Merill i el suport del programa MEDIA New Talent.
Amb ganes de continuar la seva carrera cinematogràfica, va deixar el càrrec de director general de la televisió d'Estònia i va fer el seu primer llargmetratge Klass el 2007. Des de llavors va rodar un llargmetratge a França Une Estonienne à Paris amb Jeanne Moreau i Laine Mägi en papers principals, de tornada a Estònia Kertu que es va estrenar el 2013 i a Rússia I Won't Come Back Després d'una pausa, el 2022 es va estrenar una pel·lícula de fantasia infantil Erik Stoneheart.
Ilmar Raag ha estat actiu a la vida pública estoniana com a líder d'opinió. Va ser reconegut com el líder d'opinió de l'any 2013 pel diari Postimees. Ilmar Raag va treballar com a assessor en comunicació estratègica a l'Oficina del Govern d'Estònia entre 2015 i 2016 i va promoure la seva comprensió de la comunicació estratègica com a forma de comunicació basada en l'acció interinstitucional.
Després de l'agressió russa contra Ucraïna el 2022, Ilmar Raag va donar suport activament a Ucraïna. Va estar a la junta directiva de l'ONG estoniana Slava Ukraini on va col·laborar amb la investigació de les denúncies d'ús indegut dels diners donats. Ilmar Raag també va ser el membre fundador de l'ONG Saunes for Ukraine.

## Filmografia

### Director
- 2022 Erik Kivisüda (també coneguda com a Erik Stoneheart)

- 2014 No tornaré

- 2015–2017 Vaba mehed (sèrie de televisió)

- 2013 Kertu (també coneguda com a Love Is Blind)

- 2012 Une Estonienne à Paris (també conegudacom a A Lady in Paris)

- 2007 Klass

- 2005 agost 1991 (pel·lícula de televisió)

- 1998 Tappev Tartu (pel·lícula amateur)

### Guionista
- 2013 Kertu

- 2012 Une Estonienne à Paris

- 2010 Classe: Elu pärast (minisèrie de televisió)

- Setembre 2010 (documental)

- 2008 Mina olin siin

- 2007 Klass

- 2005 Libahundi needus (pel·lícula de televisió)

- 2005 Agost 1991 (pel·lícula de televisió)

- 1998 Tappev Tartu  (pel·lícula amateur)

### Actor
- 2010 Classe: Elu pärast (minisèrie de televisió)

- 2008 Tuulepealne maa (sèrie de televisió)

- 2006 Tabamata ime

- 2005 Kohtumine tundmatuga (pel·lícula de televisió)

- 2004 Visions of Europe (segment Estònia: Euroflot)

- 1998 Tappev Tartu (pel·lícula amateur)

- 1997 Minu Leninid (també coneguda com a All My Lenins)